# Formidabile (1862)
«Формідабіле» (італ. Formidabile) — броненосець однойменного типу ВМС Італії другої половини 19-го століття.

## Історія створення
Броненосець «Формідабіле» був замовлений ВМС Сардинського королівства. Він був закладений у грудні 1860 року на верфі «Société Nouvelle des Forges et Chantiers de la Méditerranée» у місті Ла-Сейн-сюр-Мер у Франції. Спущений на воду 1 жовтня 1861 року. Будівництво було завершене у травні 1862 року, коли після об'єднання Італії ВМС Сардинії були реформовані у Королівські військово-морські сили Італії.

## Історія служби
Броненосець «Формідабіле» брав участь в Третій війні за незалежність. Він разом з однотипним «Террібіле» охороняв гавань Анкони.
Під час битви біля Лісси «Формідабіле» входив до складу дивізії капітана Аугусто Ріботі. Командував кораблем капітан II рангу Сімоне де Сан-Бон. Під час бомбардування острова Лісса 17 липня 1866 року «Формідабіле» обстрілював форт Сан-Джорджо, зазнавши при цьому пошкоджень внаслідок вогню у відповідь австрійських берегових батарей, і втратив 55 чоловік пораненими.
Через пошкодження корабель фактично не брав участі у самій битві 20 липня, здійснюючи перевезення поранених, а потім вирушив до Анкони.
Після закінчення війни італійський флот перебував у занепаді. Морський бюджет був скорочений, екіпажі кораблів частково демобілізовані. Крім того, внаслідок швидкого розвитку кораблебудування перші броненосці стали застарілими.
У 1872—1873 роках корабель отримав нові котли, у 1878 році кількість гармат зменшили. У 1887 році корабель вивели з активної служби та перетворили на навчальний. У цей час його озброєння становили шість 120-мм гармат. Корабель служив до 1903 року, після чого виключений зі складу флоту і зданий на злам.